# Шифф, Вера Иосифовна
Ве́ра Ио́сифовна Шифф (1858, Санкт-Петербург — 28 сентября 1919, Петроград) — русский математик, педагог, автор учебников и задачников по математике.

## Биография
Родилась в 1858 (?) году в семье Иосифа Ипполитовича Равича и его жены Анны Михайловны. Окончила гимназию со званием домашней учительницы. В 1878 году поступила на Высшие Женские курсы (Бестужевские) на физико-математический факультет. В. И. Шифф была слушательницей первого набора на Высшие Женские курсы. Она поступила туда не по квоте для лиц иудейского вероисповедания, а на общих основаниях, так как была православного вероисповедания. К 1878 году она уже была замужем за Петром Александровичем Шиффом. Она окончила Высшие Женские курсы в 1882 году с отличием. Её работа по математике была признана выдающейся.
В 1882 году В. И. Шифф уехала на год в Париж, в Сорбонну для продолжения обучения. Однако учёной степени она не получила и в 1883 году вернулась в Санкт-Петербург. С 1883 года работала на Высших Женских курсах, на физико-математическом факультете сначала ассистентом, а затем профессором. Она принадлежит к числу первых женщин России, посвятивших свою жизнь научной и педагогической деятельности в области математики. Хорошо известны её прекрасные задачники по дифференциальному и интегральному исчислениям и по аналитической геометрии.
Имя В. И. Шифф и её мужа П. А. Шиффа вошло в историю Санкт-Петербургского Математического общества. В. И. Шифф была активным членом-учредителем Санкт-Петербургского Математического общества, входила в состав Совета общества. Принимала активное участие в работе Санкт-Петербургского Математического общества до 1910 года. Она рекомендовала для поступления в Санкт-Петербургское Математическое общество 12 женщин, в основном своих бывших студенток. В. И. Шифф сделала на заседаниях Санкт-Петербургского Математического общества два сообщения: 29 февраля 1892 года «Об осях симметрии кривых IV порядка» и сообщение на заседании 14 января 1895 года, посвящённом памяти П. Л. Чебышёва «О разности интеграла произведения двух функций и произведения интегралов этих функций».
В 1897 году В.И. Шифф была одной из четырёх женщин, принявших участие в Первом Международном Конгрессе математиков в Цюрихе.
В 1898 году В. И. Шифф была принята в члены Московского математического общества. Она посетила четыре съезда естествоиспытателей и врачей.
В 1913 году праздновался 30-летний юбилей педагогической деятельности В. И. Шифф на Высших Женских курсах. Она проработала там до конца жизни — до 1919 года.
В. И. Шифф умерла в Петрограде 28 сентября 1919 года. Похоронена на Смоленском православном кладбище.

## Научная и педагогическая деятельность
Научная деятельность В. И. Шифф относится к первым годам работы на Высших Женских курсах. В 1884 году она опубликовала работу «Доказательство одной геометрической теоремы Коши», в которой она рассмотрела различные следствия из теоремы Коши. В 1891 году вышла её работа «Об осях симметрии кривых IV порядка».
Всю свою последующую деятельность В. И. Шифф посвятила методической работе по написанию учебников и задачников по различным разделам математики. Следует отметить «Сборник упражнений и задач по дифференциальному исчислению» 1899 года и «Приложение анализа бесконечно малых к геометрии и интегрирование дифференциальных уравнений» 1905 года. Последняя книга была подарена В. И. Шифф библиотеке психоневрологического института. Оба задачника очень современные, с подробными решениями. Большое внимание В. И. Шифф уделяла аналитической геометрии. Это нашло отражение в следующих задачниках: «Сборник упражнений и задач по аналитической геометрии на плоскости и в пространстве» (три издания — 1904, 1908, 1910 годы). Эти задачники также очень современные, с ответами и решениями.
Для Высших Женских курсов В. И. Шифф разработала и опубликовала «Конспект лекций по тригонометрии», а также «Методы решения вопросов элементарной геометрии» (1893), «Сборник задач по прямоугольной тригонометрии» (1915) и «Элементарное изложение некоторых сведений из теории определителей (с теорией вопроса» (1907 и 1914 годов).

## Список трудов
1. Конспект лекций по аналитической геометрии / Проф. В. И. Шифф; В. Ж.К. — Санкт-Петербург : изд. ком. при физ.-мат. фак., 1913. — 329 с.
2. Конспект лекций по теории определителей по приложению алгебры и геометрии и по аналитической геометрии, читанных преп. В.И. Шиффом. - [Санкт-Петербург] : лит. Богданова, [190-?]. - 48 с.
3. Конспект лекций по тригонометрии, [читанных на Спб. высших женских курсах проф. В.И. Шифф. - Санкт-Петербург] : лит. Богданова, [190-?]. - 22 с.
4. Методы решений вопросов элементарной геометрии / [Соч.] Веры Шифф. — Санкт-Петербург : тип. В. С. Балашева и К°, 1894. — IV, 115 с.
5. Об одной геометрической теореме Коши. — [Санкт-Петербург] : типо-лит. Ю. Я. Римана, ценз. 1894. — 4 с. ; 22 см Отт. из журн. Науч. обозрение. Прил. № 4. Матем. отд.
6. Прямолинейная тригонометрия / Вера Шифф. - 2-е изд., изм. и доп. - Санкт-Петербург ; Москва : М.О. Вольф, 1910. - [2], II, 125 с.
7. Прямолинейная тригонометрия / Вера Шифф. - Санкт-Петербург : тип. Имп. Акад. наук, 1907. - [2], II, 71 с.
8. Сборник задач по прямолинейной тригонометрии / Вера Шифф. - Петроград ; Москва : М.О. Вольф, 1915. - [6], II, 131 с.
9. Сборник упражнений и задач по аналитической геометрии / Сост. В. И. Шифф. [Ч. 1-. — Санкт-Петербург] : лит. А. Ф. Маркова, 1901. — 28 см рукописный
10. Сборник упражнений и задач по аналитической геометрии / Сост. В. И. Шифф. [Ч. 1]:      Аналитическая геометрия на плоскости. — , 1901. — [1], 82, 28 с.
11. Сборник упражнений и задач по аналитической геометрии на плоскости и в пространстве / Сост. Вера Шифф. - Санкт-Петербург : тип. Имп. Акад. наук, 1904. - [6], 122 с.
12. Сборник упражнений и задач по аналитической геометрии на плоскости и в пространстве / Сост. Вера Шифф. — 2-е изд., изм. и доп. — Санкт-Петербург : тип. Имп. Акад. наук, 1908. — VI, 337 с.
13. Сборник упражнений и задач по аналитической геометрии на плоскости и в пространстве / Сост. Вера Шифф. - 3-е изд., изм. и доп. - Санкт-Петербург ; Москва : М.О. Вольф, 1910. - [2], IV, 379 с.
14. Сборник упражнений и задач по дифференциальному и интегральному исчислениям / Сост. Вера Шифф. — 2-е изд. Ч. 1. — Санкт-Петербург : тип. Акад. наук, 1899. — 2 т.
15. Сборник упражнений и задач по дифференциальному и интегральному исчислениям / Сост. Вера Шифф. — 2-е изд., изм. и доп. Ч. 2. — Санкт-Петербург : тип. Акад. наук, 1905. — 2 т.
16. Сборник упражнений и задач по дифференциальному и интегральному исчислениям / Сост. Вера Шифф. — 4-е изд. Ч. 1. — Санкт-Петербург : изд. т-ва М. О. Вольф, 1909. — 2 т.
17. Сборник упражнений и задач по дифференциальному и интегральному исчислениям / Сост. Вера Шифф. Ч. 1-2. — Санкт-Петербург : тип. Акад. наук, 1898—1900. — 2 т.
18. Сборник упражнений и задач по дифференциальному и интегральному исчислениям / Сост. Вера Шифф. — 5-е изд., изм. и доп. Ч. 1. — Санкт-Петербург : изд. т-ва М. О. Вольф, 1915. — 2 т.
19. Сборник упражнений и задач по дифференциальному и интегральному исчислениям / Сост. Вера Шифф. — 3-е изд. Ч. 1-2. — Санкт-Петербург : тип. Акад. наук, 1902—1910. — 2 т.
20. Элементарное изложение некоторых сведений из теории определителей / Сост. Вера Шифф. - Санкт-Петербург : тип. Имп. Акад. наук, 1907. - [2], 18 с.
21. Элементарное изложение некоторых сведений из теории определителей / Сост. Вера Шифф. - 2-е изд., изм. и доп. кратким излож. истории изобретения теории определителей. - Санкт-Петербург ; Москва : т-во М.О. Вольф, 1914. - [2], 36 с.